# Baie de Cawsand
La baie de Cawsand (en anglais : Cawsand Bay) est une baie sur sud-est des Cornouailles, en Angleterre.
Prenant son nom du village de Cawsand, elle est à proximité directe de Plymouth.

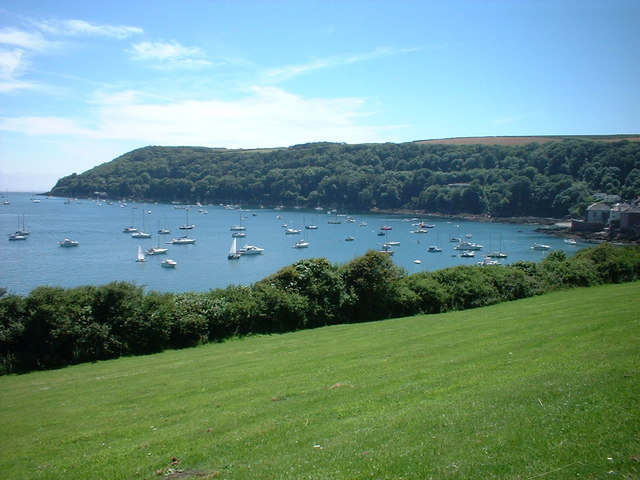
La baie de Cawsand